# Saint-Étienne-de-Fontbellon

Saint-Étienne-de-Fontbellon este o comună în departamentul Ardèche din sud-estul Franței. În 1 ianuarie 2022 avea o populație de 2.894 de locuitori.